# Gabriela Dabrowski
Gabriela Dabrowski (* 1. April 1992 in Ottawa) ist eine kanadische Tennisspielerin.

## Karriere
Dabrowski, die Hartplätze bevorzugt, begann im Alter von sieben Jahren mit dem Tennissport. Als ihre Eltern das Talent ihrer Tochter für diesen Sport erkannten, erhielt sie im Ottawa Athletic Club Trainingsstunden. Ihr erstes Turnier gewann sie mit neun Jahren, die U10-Future-Stars-Meisterschaften. Später wechselte Dabrowski nach Wesley Chapel, Florida, zur Saddlebrook Tennis Academy, wo sie Trainingsbedingungen nach internationalem Standard vorfand. Mit zwölf Jahren belegte sie den dritten Platz beim Orange Bowl der U12. Weitere Erfolgsstationen in ihrer Jugend waren die „Canadian U14 Nationals“ mit 13 Jahren, im Februar 2006 das U14-Turnier Les Petits As in Tarbes, die „Canadian U18 Nationals“, als sie 15 Jahre alt war, sowie 2009 der Orange Bowl.
Ihr erstes Turnier auf der WTA Tour bestritt sie 2008 an der Seite von Sharon Fichman beim Rogers Cup. 2013 erreichte sie bei den Brussels Open und den Generali Ladies Linz jeweils das Endspiel der Doppelkonkurrenz. Im August 2014 feierte sie ihren ersten WTA-Titel, als sie im Endspiel des Turniers von Washington an der Seite von Shūko Aoyama die japanische Paarung Hiroko Kuwata/Kurumi Nara besiegte.
2013 trat sie erstmals für die kanadische Fed-Cup-Mannschaft an. Ihre Fed-Cup-Bilanz (Stand: März 2018) weist fünf Siege und sieben Niederlagen aus.

## Krankheit
Am 31. Dezember 2024 gab Dabrowski bekannt, dass bei ihr im April desselben Jahres Brustkrebs diagnostiziert worden war und sie sich während einer dreimonatigen Tennispause einer Behandlung einschließlich zweier Operationen unterzogen hatte. Auf Instagram schrieb sie, es sei „ein Privileg, mich als Überlebende zu bezeichnen“ und „Früherkennung rettet Leben“.

## Turniersiege

### Einzel
| Nr. | Datum             | Turnier   | Kategorie   | Belag             | Finalgegnerin | Ergebnis       |
| --- | ----------------- | --------- | ----------- | ----------------- | ------------- | -------------- |
| 1.  | 2. November 2014  | Toronto   | ITF $50.000 | Hartplatz (Halle) | Maria Sanchez | 6:4, 2:6, 6:77 |
| 2.  | 27. November 2016 | Nashville | ITF $25.000 | Hartplatz (Halle) | Jennifer Elie | 7:66, 6:4      |

### Doppel
| Nr. | Datum              | Turnier        | Kategorie             | Belag             | Partnerin                   | Finalgegnerinnen                           | Ergebnis          |
| --- | ------------------ | -------------- | --------------------- | ----------------- | --------------------------- | ------------------------------------------ | ----------------- |
| 01. | 11. November 2007  | Toronto        | ITF $25.000           | Hartplatz (Halle) | Sharon Fichman              | Maria-Fernanda Alves Christina Wheeler     | 6:3, 6:0          |
| 02. | 7. November 2010   | Toronto        | ITF $50.000           | Hartplatz (Halle) | Sharon Fichman              | Brittany Augustine Alexandra Mueller       | 6:4, 6:0          |
| 03. | 5. November 2011   | Toronto        | ITF $50.000           | Hartplatz (Halle) | Marie-Ève Pelletier         | Tímea Babos Jessica Pegula                 | 7:5, 6:75, [10:4] |
| 04. | 12. Mai 2012       | Raleigh        | ITF $25.000           | Sand              | Marie-Ève Pelletier         | Alexandra Mueller Asia Muhammad            | 6:4, 4:6, [10:5]  |
| 05. | 27. Oktober 2012   | Saguenay       | ITF $50.000           | Hartplatz (Halle) | Alla Kudrjawzewa            | Sharon Fichman Marie-Ève Pelletier         | 6:2, 6:2          |
| 06. | 3. November 2012   | Toronto        | ITF $50.000           | Hartplatz (Halle) | Alla Kudrjawzewa            | Eugenie Bouchard Jessica Pegula            | 6:2, 7:62         |
| 07. | 4. Mai 2013        | Wiesbaden      | ITF $25.000           | Sand              | Sharon Fichman              | Dinah Pfizenmaier Anna Zaja                | 6:3, 6:3          |
| 08. | 6. Juli 2013       | Waterloo       | ITF $50.000           | Sand              | Sharon Fichman              | Misa Eguchi Eri Hozumi                     | 7:66, 6:3         |
| 09. | 9. November 2013   | Captiva Island | ITF $50.000           | Hartplatz         | Allie Will                  | Julia Boserup Alexandra Mueller            | 6:1, 6:2          |
| 10. | 5. Juli 2014       | Versmold       | ITF $50.000           | Sand              | Mariana Duque Mariño        | Verónica Cepede Royg Stephanie Vogt        | 6:4, 6:2          |
| 11. | 3. August 2014     | Washington     | WTA International     | Hartplatz         | Shūko Aoyama                | Hiroki Kuwata Kurumi Nara                  | 6:1, 6:2          |
| 12. | 8. November 2014   | Captiva Island | ITF $50.000           | Hartplatz         | Anna Tatishvili             | Asia Muhammad Maria Sanchez                | 6:3, 6:3          |
| 13. | 8. März 2015       | Monterrey      | WTA International     | Hartplatz         | Alicja Rosolska             | Anastasia Rodionova Arina Rodionova        | 6:3, 2:6, [10:3]  |
| 14. | 19. Juni 2016      | Santa Ponça    | WTA International     | Rasen             | María José Martínez Sánchez | Anna-Lena Friedsam Laura Siegemund         | 6:4, 6:2          |
| 15. | 5. November 2016   | Toronto        | ITF $50.000           | Hartplatz (Halle) | Michaëlla Krajicek          | Ashley Weinhold Caitlin Whoriskey          | 6:4, 6:3          |
| 16. | 2. April 2017      | Miami          | WTA Premier Mandatory | Hartplatz         | Xu Yifan                    | Sania Mirza Barbora Strýcová               | 6:4, 6:3          |
| 17. | 26. August 2017    | New Haven      | WTA Premier           | Hartplatz         | Xu Yifan                    | Ashleigh Barty Casey Dellacqua             | 3:6, 6:3, [10:8]  |
| 18. | 12. Januar 2018    | Sydney         | WTA Premier           | Hartplatz         | Xu Yifan                    | Latisha Chan Andrea Sestini Hlaváčková     | 6:3, 6:1          |
| 19. | 18. Februar 2018   | Doha           | WTA Premier 5         | Hartplatz         | Jeļena Ostapenko            | Andreja Klepač María José Martínez Sánchez | 6:3, 6:3          |
| 20. | 30. Juni 2018      | Eastbourne     | WTA Premier           | Rasen             | Xu Yifan                    | Irina-Camelia Begu Mihaela Buzărnescu      | 6:3, 7:5          |
| 21. | 25. Mai 2019       | Nürnberg       | WTA International     | Sand              | Xu Yifan                    | Sharon Fichman Nicole Melichar             | 4:6, 7:65, [10:5] |
| 22. | 15. August 2021    | Montreal       | WTA 1000              | Hartplatz         | Luisa Stefani               | Darija Jurak Andreja Klepač                | 6:3, 6:4          |
| 23. | 7. Mai 2022        | Madrid         | WTA 1000              | Sand              | Giuliana Olmos              | Desirae Krawczyk Demi Schuurs              | 7:61, 5:7, [10:7] |
| 24. | 18. September 2022 | Chennai        | WTA 250               | Hartplatz         | Luisa Stefani               | Anna Blinkowa Natela Dsalamidse            | 6:1, 6:2          |
| 25. | 1. Oktober 2022    | Tokio          | WTA 500               | Hartplatz         | Giuliana Olmos              | Nicole Melichar-Martinez Ellen Perez       | 6:4, 6:4          |
| 26. | 10. September 2023 | US Open        | Grand Slam            | Hartplatz         | Erin Routliffe              | Laura Siegemund Wera Swonarjowa            | 7:69, 6:3         |
| 27. | 15. Oktober 2023   | Zhengzhou      | WTA 500               | Hartplatz         | Erin Routliffe              | Shūko Aoyama Ena Shibahara                 | 6:2, 6:4          |
| 28. | 16. Juni 2024      | Nottingham     | WTA 250               | Rasen             | Erin Routliffe              | Harriet Dart Diane Parry                   | 5:7, 6:3, [11:9]  |
| 29. | 9. November 2024   | Riad           | WTA Finals            | Hartplatz         | Erin Routliffe              | Kateřina Siniaková Taylor Townsend         | 7:5, 6:3          |
| 30. | 20. April 2025     | Stuttgart      | WTA 500               | Sand (Halle)      | Erin Routliffe              | Jekaterina Alexandrowa Zhang Shuai         | 6:3, 6:3          |
| 31. | 17. August 2025    | Cincinnati     | WTA 1000              | Hartplatz         | Erin Routliffe              | Guo Hanyu Alexandra Panowa                 | 6:4, 6:3          |

### Mixed
| Nr. | Datum           | Turnier         | Kategorie  | Belag     | Partner       | Finalgegner                      | Ergebnis          |
| --- | --------------- | --------------- | ---------- | --------- | ------------- | -------------------------------- | ----------------- |
| 1.  | 8. Juni 2017    | French Open     | Grand Slam | Sand      | Rohan Bopanna | Anna-Lena Grönefeld Robert Farah | 2:6, 6:2, [12:10] |
| 2.  | 28. Januar 2018 | Australian Open | Grand Slam | Hartplatz | Mate Pavić    | Tímea Babos Rohan Bopanna        | 2:6, 6:4, [11:9]  |

## Karrierestatistik und Turnierbilanz

### Einzel
| Turnier         | 2013 | 2014 | 2015 | Karriere |
| --------------- | ---- | ---- | ---- | -------- |
| Australian Open | —    | —    | Q1   | —        |
| French Open     | —    | Q2   | Q2   | —        |
| Wimbledon       | —    | —    | Q1   | —        |
| US Open         | Q1   | Q1   | Q1   | —        |

Zeichenerklärung: S = Turniersieg; F, HF, VF, AF = Einzug ins Finale / Halbfinale / Viertelfinale / Achtelfinale; 1, 2, 3 = Ausscheiden in der 1. / 2. / 3. Hauptrunde; Q1, Q2, Q3 = Ausscheiden in der 1. / 2. / 3. Qualifikationsrunde; nicht ausgetragen

### Doppel
Die letzte Aktualisierung erfolgte nach dem WTA-Turnier in Cincinnati 2025.
| Turnier                      | 2006              | 2007              | 2008              | 2009              | 2010              | 2011              | 2012              | 2013              | 2014              | 2015              | 2016             | 2017              | 2018              | 2019              | 2020              | 2021              | 2022              | 2023              | 2024      | 2025      | T / T       | S/N         | Sieg%       |
| ---------------------------- | ----------------- | ----------------- | ----------------- | ----------------- | ----------------- | ----------------- | ----------------- | ----------------- | ----------------- | ----------------- | ---------------- | ----------------- | ----------------- | ----------------- | ----------------- | ----------------- | ----------------- | ----------------- | --------- | --------- | ----------- | ----------- | ----------- |
| Australian Open              | –                 | –                 | –                 | –                 | –                 | –                 | –                 | –                 | –                 | AF                | 1                | 2                 | VF                | 1                 | VF                | 2                 | 2                 | AF                | HF        | HF        | 0 / 11      | 20:11       | 65 %        |
| French Open                  | –                 | –                 | –                 | –                 | –                 | –                 | –                 | –                 | 2                 | 1                 | 2                | AF                | AF                | VF                | AF                | AF                | AF                | AF                | –         | –         | 0 / 10      | 15:10       | 60 %        |
| Wimbledon                    | –                 | –                 | –                 | –                 | –                 | –                 | –                 | Q1                | 1                 | 1                 | 2                | 1                 | HF                | F                 | n. a.             | 1                 | AF                | 1                 | F         | VF        | 0 / 11      | 20:11       | 65 %        |
| US Open                      | –                 | –                 | –                 | –                 | –                 | –                 | –                 | –                 | AF                | 1                 | 1                | VF                | 2                 | VF                | VF                | HF                | VF                | S                 | VF        |           | 1 / 11      | 25:10       | 71 %        |
| WTA Finals                   | –                 | –                 | –                 | –                 | –                 | –                 | –                 | –                 | –                 | –                 | –                | 1                 | 1                 | RR                | n. a.             | –                 | RR                | HF                | S         |           | 1 / 6       | 10:7        | 59 %        |
| Doha                         | a. K.             | a. K.             | –                 | n. a. bzw. a. K.  | n. a. bzw. a. K.  | n. a. bzw. a. K.  | –                 | –                 | –                 | a. K.             | HF               | a. K.             | S                 | a. K.             | F                 | a. K.             | AF                | a. K.             | AF        | AF        | 1 / 6       | 12:5        | 71 %        |
| Dubai                        | andere Kategorie  | andere Kategorie  | andere Kategorie  | –                 | –                 | –                 | andere Kategorie  | andere Kategorie  | andere Kategorie  | 1                 | a. K.            | VF                | a. K.             | VF                | a. K.             | 1                 | a. K.             | –                 | HF        | AF        | 0 / 6       | 5:6         | 45 %        |
| Indian Wells                 | –                 | –                 | –                 | –                 | –                 | –                 | –                 | –                 | –                 | 1                 | 1                | 1                 | HF                | HF                | n. a.             | AF                | HF                | VF                | AF        | AF        | 0 / 10      | 14:10       | 58 %        |
| Miami                        | –                 | –                 | –                 | –                 | –                 | –                 | –                 | –                 | –                 | AF                | 1                | S                 | 1                 | VF                | n. a.             | HF                | AF                | 1                 | F         | 1         | 1 / 10      | 16:9        | 64 %        |
| Madrid                       | nicht ausgetragen | nicht ausgetragen | nicht ausgetragen | –                 | –                 | –                 | –                 | –                 | 1                 | 1                 | 1                | AF                | AF                | F                 | n. a.             | F                 | S                 | VF                | –         | 1         | 1 / 10      | 15:9        | 63 %        |
| Rom                          | –                 | –                 | –                 | –                 | –                 | –                 | –                 | –                 | 1                 | VF                | 1                | 1                 | VF                | AF                | AF                | AF                | F                 | 1                 | –         | VF        | 0 / 11      | 9:11        | 45 %        |
| Kanada                       | –                 | –                 | 1                 | –                 | –                 | –                 | –                 | HF                | AF                | 1                 | 1                | VF                | 1                 | HF                | n. a.             | S                 | HF                | AF                | F         | 1         | 1 / 13      | 19:12       | 61 %        |
| Cincinnati                   | andere Kategorie  | andere Kategorie  | andere Kategorie  | –                 | –                 | –                 | –                 | –                 | 1                 | –                 | 1                | AF                | –                 | AF                | 1                 | F                 | VF                | AF                | –         | S         | 1 / 9       | 13:8        | 62 %        |
| Guadalajara                  | n. a. bzw. a. K.  | n. a. bzw. a. K.  | n. a. bzw. a. K.  | n. a. bzw. a. K.  | n. a. bzw. a. K.  | n. a. bzw. a. K.  | n. a. bzw. a. K.  | n. a. bzw. a. K.  | n. a. bzw. a. K.  | n. a. bzw. a. K.  | n. a. bzw. a. K. | n. a. bzw. a. K.  | n. a. bzw. a. K.  | n. a. bzw. a. K.  | n. a. bzw. a. K.  | n. a. bzw. a. K.  | VF                | F                 | a. K.     | a. K.     | 0 / 2       | 4:2         | 67 %        |
| Peking                       | nicht ausgetragen | nicht ausgetragen | nicht ausgetragen | –                 | –                 | –                 | –                 | –                 | –                 | AF                | HF               | VF                | F                 | VF                | nicht ausgetragen | nicht ausgetragen | nicht ausgetragen | AF                | AF        |           | 0 / 7       | 11:7        | 61 %        |
| Wuhan                        | nicht ausgetragen | nicht ausgetragen | nicht ausgetragen | nicht ausgetragen | nicht ausgetragen | nicht ausgetragen | nicht ausgetragen | nicht ausgetragen | –                 | VF                | AF               | VF                | VF                | AF                | nicht ausgetragen | nicht ausgetragen | nicht ausgetragen | nicht ausgetragen | VF        |           | 0 / 6       | 7:6         | 54 %        |
| Olympische Spiele            | n. a.             | n. a.             | –                 | nicht ausgetragen | nicht ausgetragen | nicht ausgetragen | –                 | nicht ausgetragen | nicht ausgetragen | nicht ausgetragen | AF               | nicht ausgetragen | nicht ausgetragen | nicht ausgetragen | nicht ausgetragen | 1                 | n. a.             | n. a.             | AF        | n. a.     | 0 / 3       | 2:3         | 40 %        |
| Billie Jean King Cup         | –                 | –                 | –                 | –                 | –                 | –                 | –                 | PO                | PO                | PO                | PO               | PO                | PO                | PO                | RR                | RR                | RR                | S                 | –         |           | 1 / 10      | 15:7        | 68 %        |
| Statistik                    | Statistik         | Statistik         | Statistik         | Statistik         | Statistik         | Statistik         | Statistik         | Statistik         | Statistik         | Statistik         | Statistik        | Statistik         | Statistik         | Statistik         | Statistik         | Statistik         | Statistik         | Statistik         | Statistik | Statistik | S/N         | S/N         | Sieg%       |
| Turnierteilnahmen            | 3                 | 3                 | 11                | 8                 | 7                 | 20                | 18                | 24                | 25                | 27                | 29               | 28                | 22                | 25                | 12                | 19                | 23                | 21                | 18        | 10        | Gesamt: 353 | Gesamt: 353 | Gesamt: 353 |
| Erreichte Finals             | 0                 | 1                 | 0                 | 0                 | 2                 | 3                 | 5                 | 6                 | 4                 | 1                 | 3                | 3                 | 4                 | 3                 | 3                 | 4                 | 5                 | 3                 | 6         | 1         | Gesamt: 57  | Gesamt: 57  | Gesamt: 57  |
| Gewonnene Titel              | 0                 | 1                 | 0                 | 0                 | 1                 | 1                 | 3                 | 3                 | 3                 | 1                 | 2                | 2                 | 3                 | 1                 | 0                 | 1                 | 3                 | 2                 | 2         | 1         | Gesamt: 30  | Gesamt: 30  | Gesamt: 30  |
| Hartplatz-Siege/-Niederlagen | 1:2               | 4:0               | 6:9               | 3:3               | 5:3               | 14:12             | 15:9              | 14:9              | 19:12             | 18:21             | 17:17            | 32:16             | 26:11             | 19:16             | 16:8              | 23:11             | 30:15             | 29:12             | 27:11     | 5:5       | 323:202     | 323:202     | 62 %        |
| Sand-Siege/-Niederlagen      | 2:1               | 1:2               | 0:2               | 4:5               | 4:3               | 6:7               | 11:5              | 18:7              | 6:7               | 2:4               | 5:7              | 5:6               | 3:5               | 15:5              | 4:3               | 8:5               | 8:2               | 5:4               | 1:1       | 6:2       | 114:83      | 114:83      | 58 %        |
| Rasen-Siege/-Niederlagen     | 0:0               | 0:0               | 0:0               | 0:0               | 0:0               | 0:0               | 0:0               | 3:3               | 2:2               | 0:2               | 7:3              | 0:4               | 8:2               | 6:4               | 0:0               | 0:2               | 5:3               | 1:2               | 12:3      | 0:1       | 44:31       | 44:31       | 59 %        |
| Teppich-Siege/-Niederlagen   | 0:0               | 0:0               | 0:0               | 0:0               | 0:0               | 0:0               | 2:1               | 0:1               | 0:1               | 0:0               | 0:0              | 0:0               | 0:0               | 0:0               | 0:0               | 0:0               | 0:0               | 0:0               | 0:0       | 0:0       | 2:3         | 2:3         | 40 %        |
| Gesamt-Siege/-Niederlagen    | 3:3               | 5:2               | 6:11              | 7:8               | 9:6               | 20:19             | 28:15             | 35:20             | 27:22             | 20:27             | 29:27            | 37:26             | 37:18             | 40:25             | 20:11             | 31:18             | 43:20             | 35:18             | 40:15     | 11:8      | 483:319     | 483:319     | 60 %        |
| Sieg%                        | 50 %              | 71 %              | 35 %              | 47 %              | 60 %              | 51 %              | 65 %              | 64 %              | 55 %              | 43 %              | 52 %             | 59 %              | 67 %              | 62 %              | 65 %              | 63 %              | 68 %              | 66 %              | 73 %      | 58 %      | Gesamt:     | Gesamt:     | 60 %        |
| Jahresendposition            | –                 | 1010              | 371               | 580               | 321               | 224               | 138               | 65                | 58                | 48                | 39               | 18                | 10                | 8                 | 10                | 7                 | 7                 | 8                 | 3         |           | N/A         | N/A         | N/A         |

Zeichenerklärung: S = Turniersieg; F, HF, VF, AF = Einzug ins Finale / Halbfinale / Viertelfinale / Achtelfinale; 1, 2, 3 = Ausscheiden in der 1. / 2. / 3. Hauptrunde; KF (kleines Finale) = unterlegen im Spiel um Platz drei; RR = Round Robin (Gruppenphase); n. a. = nicht ausgetragen; a. K. = andere Kategorie; PO (Play-off) = Auf- und Abstiegsrunde im Billie Jean King Cup; K1, K2, K3 = Teilnahme in der Kontinentalgruppe I, II, III im Billie Jean King Cup.
Anmerkung: Diese Statistik berücksichtigt alle Ergebnisse im Einzel bei ITF- und WTA-Turnieren. Als Quelle dient die ITF-Seite der Spielerin. Dargestellt sind nur WTA-Turniere der Kategorie Tier I (bis 2008), die WTA-Turniere der Kategorien Premier Mandatory und Premier 5 (2009–2020) bzw. die WTA-Turniere der Kategorie 1000 (seit 2021).

### Mixed
| Turnier         | 2015 | 2016 | 2017 | 2018 | 2019 | 2020 | 2021 | 2022 | 2023 | 2024 | 2025 | Karriere |
| --------------- | ---- | ---- | ---- | ---- | ---- | ---- | ---- | ---- | ---- | ---- | ---- | -------- |
| Australian Open | —    | —    | VF   | S    | VF   | HF   | VF   | 1    | AF   | VF   | 1    | S        |
| French Open     | —    | —    | S    | F    | F    |      | 1    | HF   | HF   | —    | —    | S        |
| Wimbledon       | 1    | AF   | VF   | AF   | AF   |      | VF   | VF   | 1    | 1    | 1    | VF       |
| US Open         | —    | VF   | VF   | AF   | VF   |      | AF   | AF   | 1    | 1    |      | VF       |